# Tambach
Tambach es una localidad de Kenia, perteneciente al condado de Elgeyo-Marakwet.
Forma una conurbación con la vecina capital condal Iten que, con un total de 44 448 habitantes en el censo de 2009, tiene estatus de villa.

## Historia
Era la capital del antiguo distrito de Elgeyo-Marakwet hasta 1966, cuando se trasladó la capital unos kilómetros más al norte, fijándose esta en la actual capital del condado Iten.

## Demografía
La villa que forman Iten y Tambach, con un total de 44 448 habitantes, tiene los siguientes datos de población conjuntos en el censo de 2009:
- Población urbana: 9098 habitantes (4490 hombres y 4608 mujeres)
- Población periurbana: 33 214 habitantes (16 134 hombres y 17 080 mujeres)
- Población rural: 2136 habitantes (1047 hombres y 1089 mujeres)

## Transportes
Se sitúa sobre la carretera C51, que une Eldoret con Marigat pasando por el centro de Elgeyo-Marakwet. El acceso a la capital condal Iten, de la cual dista solamente 10 km, se hace siguiendo la C51 hacia el norte.